# Hybalus algiricus
Hybalus algiricus är en skalbaggsart som beskrevs av Rudolph Petrovitz 1968. Hybalus algiricus ingår i släktet Hybalus och familjen Orphnidae. Inga underarter finns listade i Catalogue of Life.